# NGC 5187
NGC 5187 est une galaxie spirale située dans la constellation des Chiens de chasse. Sa vitesse par rapport au fond diffus cosmologique est de 7 395 ± 17 km/s, ce qui correspond à une distance de Hubble de 109,1 ± 7,6 Mpc (∼356 millions d'al). NGC 5187 a été découverte par l'astronome germano-britannique William Herschel en 1787.
NGC 5187 présente une large raie HI. Selon la base de données Simbad, NGC 5187 est une galaxie LINER, c'est-à-dire une galaxie dont le noyau présente un spectre d'émission caractérisé par de larges raies d'atomes faiblement ionisés.
À ce jour, trois mesures non basées sur le décalage vers le rouge (redshift) donnent une distance de 110,333 ± 3,786 Mpc (∼360 millions d'al), ce qui est à l'intérieur valeurs de la distance de Hubble.